# Monuron
Monuron ist eine chemische Verbindung aus der Gruppe der Phenylharnstoffe.

## Gewinnung und Darstellung
Monuron kann durch Reaktion von 4-Chlorphenylisocyanat mit Dimethylamin gewonnen werden.

## Eigenschaften
Monuron ist ein grauweißer, geruchloser, nicht flüchtiger, schwer entzündbarer Feststoff, der sehr schwer löslich in Wasser ist. Er wird von Säuren und Laugen hydrolysiert.
Monuron ist strukturell nahe verwandt mit Fenuron und Diuron. Die Verbindungen unterscheiden sich nur durch die Anzahl der Chlorsubstituenten.

## Verwendung
Monuron wird als Herbizid sowie als Beschleuniger bei der Epoxidharz-Herstellung verwendet. Die Wirkung als Herbizid beruht auf der Hemmung des Elektronentransportes im Photosystem II. Es wurde ab 1951 von DuPont als Herbizid vermarktet.
Die Substanz wurde 2002 nicht in die Liste der in der Europäischen Union zugelassenen Pflanzenschutzwirkstoffe aufgenommen. In keinem EU-Land sind Pflanzenschutzmittel mit dem Wirkstoff Monuron zugelassen, auch nicht in der Schweiz.  Es wurde jedoch in der Vergangenheit z. B. in Dänemark von 1956 bis 1977 als Herbizid verkauft.

## Sicherheitshinweise
Monuron ist wegen möglicher krebserzeugender Wirkung beim Menschen als krebserzeugend, Kategorie 2 eingestuft.